# رون برستون
رون برستون (بالإنجليزية: Ron Preston)‏ هو متسابق دراجات نارية أمريكي، ولد في 15 يوليو 1958 في شاطئ نيوبورت في الولايات المتحدة.